# Copa da Grécia
A Copa da Grécia é o segundo torneio de futebol mais importe do país, ficando atrás apenas do Campeonato Grego. O torneio é disputado em eliminatórias, no sistema mata-mata. Nela, participam clubes de todas as divisões.

## História
O torneio começou a ser disputado em 1932 e permanece semelhante até os dias atuais.
A Copa da Grécia sob o título de EPO começou em 1931. Em seus primeiros anos, a entrada era opcional. As equipes foram colocadas frente a frente pelas associações de futebol, sem empate. Mais tarde, durante muitos anos, houve um empate adequado e também jogos de duas mãos foram adicionados.
Em 1962, não houve vencedor da taça porque a final entre Olympiacos e Panathinaikos foi abandonada.
Até 1964, se o placar final fosse um empate (incluindo prorrogação), as duas equipes disputavam uma partida de replay, enquanto não existiam pênaltis. Naquele ano, na semifinal entre Panathinaikos e Olympiacos (1–1 na época), os torcedores de ambas as equipes invadiram o campo, danificaram o campo de futebol e praticamente pararam o jogo, acreditando que estava determinado para terminar em empate, a fim de ser repetido por questões financeiras. Ambas as equipes foram expulsas da competição e, portanto, em 1964 o AEK conquistou o título, mas a partida final não foi realizada. O AEK também venceu de forma semelhante em 1966, quando o Olympiacos não apareceu na final.
Em 1965, uma nova regra foi aplicada, para determinar que, se o jogo ficasse indeciso mesmo após a prorrogação, o vencedor seria determinado pelo cara ou coroa. O Panathinaikos venceu desta forma na final de 1969 contra o Olympiacos. Depois disso, a disputa de pênaltis foi aplicada. Até 1971 participaram equipas de todo o país, profissionais e amadoras. Cada equipe jogou primeiro contra clubes de sua própria federação e os vencedores continuaram em uma competição nacional. Devido a isso, times profissionais fortes encontraram times de bairro amadores, às vezes vencendo-os com pontuações altas; uma vitória de 23-0 em uma partida do Apollon Atenas contra o PAO Neas Melandias em 23 de setembro de 1959 permanece uma vitória recorde para a Copa da Grécia até hoje. Desde 1971, apenas times de divisões profissionais podem participar, enquanto os clubes amadores participam da Copa Amadora.
É amplamente considerado que a partida mais emocionante da história da competição foi a final de 2009 entre o Olympiacos e o AEK (3-3 tempo integral, 4-4 após a prorrogação e 15-14 nos pênaltis).
| Edição                                                                        | Campeão                                        | Resultado                                      | Vice                                           | Sede da Final                                                 |
| ----------------------------------------------------------------------------- | ---------------------------------------------- | ---------------------------------------------- | ---------------------------------------------- | ------------------------------------------------------------- |
| 1931-32                                                                       | AEK Atenas                                     | 5 - 3                                          | Aris                                           | Estadio Apostolos Nikolaidis, Atenas                          |
| 1932-33                                                                       | Ethnikos Piraeus                               | 2 - 1                                          | Aris                                           | Estadio Apostolos Nikolaidis, Atenas                          |
| (1933-38) Não houve competição                                                |                                                |                                                |                                                |                                                               |
| 1938-39                                                                       | AEK Atenas                                     | 2 - 1                                          | PAOK                                           | Estadio Nikos Goumas, Atenas                                  |
| 1939-40                                                                       | Panathinaikos                                  | 3 - 1                                          | Aris                                           | Estadio Apostolos Nikolaidis, Atenas                          |
| (1941 à 1946) Sem disputa devido a ocupação da Grécia pelas potências do Eixo |                                                |                                                |                                                |                                                               |
| 1946-47                                                                       | Olympiacos                                     | 5 - 0                                          | Iraklis Salónica                               | Estadio Apostolos Nikolaidis, Atenas                          |
| 1947-48                                                                       | Panathinaikos                                  | 2 - 1                                          | AEK Atenas                                     | Estadio Apostolos Nikolaidis, Atenas                          |
| 1948-49                                                                       | AEK Atenas                                     | 2 - 1                                          | Panathinaikos                                  | Estadio Apostolos Nikolaidis, Atenas                          |
| 1949-50                                                                       | AEK Atenas                                     | 4 - 0                                          | Aris                                           | Estadio Apostolos Nikolaidis, Atenas                          |
| 1950-51                                                                       | Olympiacos                                     | 4 - 0                                          | PAOK                                           | Estadio Apostolos Nikolaidis, Atenas                          |
| 1951-52                                                                       | Olympiacos                                     | 2 - 0                                          | Panionios Atenas                               | Estadio Apostolos Nikolaidis, Atenas                          |
| 1952-53                                                                       | Olympiacos                                     | 3 - 2                                          | AEK Atenas                                     | Estadio Apostolos Nikolaidis, Atenas                          |
| 1953-54                                                                       | Olympiacos                                     | 2 - 0                                          | Doxa Dramas                                    | Estadio Apostolos Nikolaidis, Atenas                          |
| 1954-55                                                                       | Panathinaikos                                  | 2 - 0                                          | PAOK                                           | Estadio Apostolos Nikolaidis, Atenas                          |
| 1955-56                                                                       | AEK Atenas                                     | 2 - 1                                          | Olympiacos                                     | Estadio Apostolos Nikolaidis, Atenas                          |
| 1956-57                                                                       | Olympiacos                                     | 2 - 0                                          | Iraklis Salónica                               | Estádio Karaiskákis, Pireu                                    |
| 1957-58                                                                       | Olympiacos                                     | 5 - 1                                          | Doxa Dramas                                    | Estádio Karaiskákis, Pireu                                    |
| 1958-59                                                                       | Olympiacos                                     | 2 - 1                                          | Doxa Dramas                                    | Estadio Apostolos Nikolaidis, Atenas                          |
| 1959-60                                                                       | Olympiacos                                     | 3 - 0                                          | Panathinaikos                                  | Estádio Karaiskákis, Pireu                                    |
| 1960-61                                                                       | Olympiacos                                     | 3 - 0                                          | Panionios Atenas                               | Estadio Apostolos Nikolaidis, Atenas                          |
| 1961-62                                                                       | Olympiacos- Panathinaikos 0 - 0 (Interrompido) | Olympiacos- Panathinaikos 0 - 0 (Interrompido) | Olympiacos- Panathinaikos 0 - 0 (Interrompido) | Olympiacos- Panathinaikos 0 - 0 (Interrompido)                |
| 1962-63                                                                       | Olympiacos                                     | 3 - 0                                          | Pierikos FC                                    | Estadio Apostolos Nikolaidis, Atenas                          |
| 1963-64                                                                       | AEK Atenas                                     | (w/o)                                          | sin oponente                                   | ----------                                                    |
| 1964-65                                                                       | Olympiacos                                     | 1 - 0                                          | Panathinaikos                                  | Estádio Karaiskákis, Pireu                                    |
| 1965-66                                                                       | AEK Atenas                                     | 2 - 0 (w/o)                                    | Olympiacos                                     | Estádio Alkazar, Larissa                                      |
| 1966-67                                                                       | Panathinaikos                                  | 1 - 0                                          | Panionios Atenas                               | Estadio Nikos Goumas, Atenas                                  |
| 1967-68                                                                       | Olympiacos                                     | 1 - 0                                          | Panathinaikos                                  | Estadio Apostolos Nikolaidis, Atenas                          |
| 1968-69                                                                       | Panathinaikos                                  | 1 - 1                                          | Olympiacos                                     | Estadio Apostolos Nikolaidis, Atenas                          |
| 1969-70                                                                       | Aris                                           | 1 - 0                                          | PAOK                                           | Estádio Kaftanzoglio, Salónica                                |
| 1970-71                                                                       | Olympiacos                                     | 3 - 1                                          | PAOK                                           | Estádio Karaiskákis, Pireu                                    |
| 1971-72                                                                       | PAOK                                           | 2 - 1                                          | Panathinaikos                                  | Estádio Karaiskákis, Pireu                                    |
| 1972-73                                                                       | Olympiacos                                     | 1 - 0                                          | PAOK                                           | Estádio Karaiskákis, Pireu                                    |
| 1973-74                                                                       | PAOK                                           | 2 - 2 (4-3 pen.)                               | Olympiacos                                     | Estadio Nikos Goumas, Atenas                                  |
| 1974-75                                                                       | Olympiacos                                     | 1 - 0                                          | Panathinaikos                                  | Estádio Karaiskákis, Pireu                                    |
| 1975-76                                                                       | Iraklis Salónica                               | 4 - 4 (6-5 pen.)                               | Olympiacos                                     | Estadio Nikos Goumas, Atenas                                  |
| 1976-77                                                                       | Panathinaikos                                  | 2 - 1                                          | PAOK                                           | Estádio Karaiskákis, Pireu                                    |
| 1977-78                                                                       | AEK Atenas                                     | 2 - 0                                          | PAOK                                           | Estádio Karaiskákis, Pireu                                    |
| 1978-79                                                                       | Panionios Atenas                               | 3 - 1                                          | AEK Atenas                                     | Estádio Karaiskákis, Pireu                                    |
| 1979-80                                                                       | Kastoria                                       | 5 - 2                                          | Iraklis Salónica                               | Estadio Nikos Goumas, Atenas                                  |
| 1980-81                                                                       | Olympiacos                                     | 3 - 1                                          | PAOK                                           | Estadio Nikos Goumas, Atenas                                  |
| 1981-82                                                                       | Panathinaikos                                  | 1 - 0                                          | Larissa                                        | Estadio Nikos Goumas, Atenas                                  |
| 1982-83                                                                       | AEK Atenas                                     | 2 - 0                                          | PAOK                                           | Estádio Olímpico, Atenas                                      |
| 1983-84                                                                       | Panathinaikos                                  | 2 - 0                                          | Larissa                                        | Estádio Olímpico, Atenas                                      |
| 1984-85                                                                       | Larissa                                        | 4 - 1                                          | PAOK                                           | Estádio Olímpico, Atenas                                      |
| 1985-86                                                                       | Panathinaikos                                  | 4 - 0                                          | Olympiacos                                     | Estádio Olímpico, Atenas                                      |
| 1986-87                                                                       | OFI Creta                                      | 1 - 1 (3-1 pen.)                               | Iraklis Salónica                               | Estádio Olímpico, Atenas                                      |
| 1987-88                                                                       | Panathinaikos                                  | 2 - 2 (4-3 pen.)                               | Olympiacos                                     | Estádio Olímpico, Atenas                                      |
| 1988-89                                                                       | Panathinaikos                                  | 3 - 1                                          | Panionios Atenas                               | Estádio Olímpico, Atenas                                      |
| 1989-90                                                                       | Olympiacos                                     | 4 - 2                                          | OFI Creta                                      | Estádio Olímpico, Atenas                                      |
| 1990-91                                                                       | Panathinaikos                                  | 3 - 0 2 - 1                                    | Athinaikos                                     | Estadio Apostolos Nikolaidis, Atenas Estádio Olímpico, Atenas |
| 1991-92                                                                       | Olympiacos                                     | 1 - 1 2 - 0                                    | PAOK                                           | Estádio Toumba, Salónica Estádio Karaiskákis, Pireu           |
| 1992-93                                                                       | Panathinaikos                                  | 1 - 0                                          | Olympiacos                                     | Estádio Olímpico, Atenas                                      |
| 1993-94                                                                       | Panathinaikos                                  | 3 - 3 (4-2 pen.)                               | AEK Atenas                                     | Estádio Olímpico, Atenas                                      |
| 1994-95                                                                       | Panathinaikos                                  | 1 - 0                                          | AEK Atenas                                     | Estádio Olímpico, Atenas                                      |
| 1995-96                                                                       | AEK Atenas                                     | 7 - 1                                          | Apollon Atenas                                 | Estádio Olímpico, Atenas                                      |
| 1996-97                                                                       | AEK Atenas                                     | 0 - 0 (5-3 pen.)                               | Panathinaikos                                  | Estádio Karaiskákis, Pireu                                    |
| 1997-98                                                                       | Panionios Atenas                               | 1 - 0                                          | Panathinaikos                                  | Estádio Karaiskákis, Pireu                                    |
| 1998-99                                                                       | Olympiacos                                     | 2 - 0                                          | Panathinaikos                                  | Estádio Olímpico, Atenas                                      |
| 1999-00                                                                       | AEK Atenas                                     | 3 - 0                                          | Ionikos Nikeas                                 | Estádio Olímpico, Atenas                                      |
| 2000-01                                                                       | PAOK                                           | 4 - 2                                          | Olympiacos                                     | Estadio Nikos Goumas, Atenas                                  |
| 2001-02                                                                       | AEK Atenas                                     | 2 - 1                                          | Olympiacos                                     | Estádio Olímpico, Atenas                                      |
| 2002-03                                                                       | PAOK                                           | 1 - 0                                          | Aris                                           | Estádio Toumba, Salónica                                      |
| 2003-04                                                                       | Panathinaikos                                  | 3 - 1                                          | Olympiacos                                     | Estádio Nea Smyrni, Atenas                                    |
| 2004-05                                                                       | Olympiacos                                     | 3 - 0                                          | Aris Salónica                                  | Estádio Pampeloponnisiako, Patras                             |
| 2005-06                                                                       | Olympiacos                                     | 3 - 0                                          | AEK Atenas                                     | Estádio Pankritio, Heraklion                                  |
| 2006-07                                                                       | Larissa                                        | 2 - 1                                          | Panathinaikos                                  | Estádio Panthessaliko, Volos                                  |
| 2007-08                                                                       | Olympiacos                                     | 2 - 0                                          | Aris                                           | Estádio Kaftanzoglio, Salónica                                |
| 2008-09                                                                       | Olympiacos                                     | 4 - 4 (15-14 pen.)                             | AEK Atenas                                     | Estádio Olímpico, Atenas                                      |
| 2009-10                                                                       | Panathinaikos                                  | 1 - 0                                          | Aris                                           | Estádio Olímpico, Atenas                                      |
| 2010-11                                                                       | AEK Atenas                                     | 3 - 0                                          | Atromitos Peristeri                            | Estádio Olímpico, Atenas                                      |
| 2011-12                                                                       | Olympiacos                                     | 2 - 1                                          | Atromitos Peristeri                            | Estádio Olímpico, Atenas                                      |
| 2012-13                                                                       | Olympiacos                                     | 3 - 1                                          | Asteras Tripolis                               | Estádio Olímpico, Atenas                                      |
| 2013-14                                                                       | Panathinaikos                                  | 4 - 1                                          | PAOK                                           | Estádio Olímpico, Atenas                                      |
| 2014-15                                                                       | Olympiacos                                     | 3 - 1                                          | Skoda Xanthi                                   | Estádio Olímpico, Atenas                                      |
| 2015-16                                                                       | AEK Atenas                                     | 2 - 1                                          | Olympiacos                                     | Estádio Olímpico, Atenas                                      |
| 2016-17                                                                       | PAOK                                           | 2 - 1                                          | AEK Atenas                                     | Estádio Panthessaliko, Volos                                  |
| 2017-18                                                                       | PAOK                                           | 2 - 0                                          | AEK Atenas                                     | Estádio Olímpico, Atenas                                      |
| 2018-19                                                                       | PAOK                                           | 1 - 0                                          | AEK Atenas                                     | Estádio Olímpico, Atenas                                      |
| 2019-20                                                                       | Olympiacos                                     | 1 - 0                                          | AEK Atenas                                     | Estádio Panthessaliko, Volos                                  |
| 2020-21                                                                       | PAOK                                           | 2 - 1                                          | Olympiacos                                     | Estádio Olímpico, Atenas                                      |
| 2021-22                                                                       | Panathinaikos                                  | 1 - 0                                          | PAOK                                           | Estádio Olímpico, Atenas                                      |
| 2022-23                                                                       | AEK Atenas                                     | 2 - 0                                          | PAOK                                           | Estádio Panthessaliko, Volos                                  |
| 2023-24                                                                       | Panathinaikos                                  | 1 - 0                                          | Aris                                           | Estádio Panthessaliko, Volos                                  |
| 2023-24                                                                       | Panathinaikos                                  | 1 - 0                                          | Aris                                           | Estádio Panthessaliko, Volos                                  |
| 2024-25                                                                       | Olympiacos                                     | 2 - 0                                          | OFI                                            | Estádio Olímpico, Atenas                                      |

¹ A final entre Panathinaikos e Olympiakos foi abandonada durante o jogo aos 0 a 0.

## Performance por clube
| Clube            | Títulos | Vice-campeão | Temporada |
| ---------------- | ------- | ------------ | --- |
| Olympiacos       | 29      | 14           | 1947, 1951, 1952, 1953, 1954, 1957, 1958, 1959, 1960, 1961, 1963, 1965, 1968, 1971, 1973, 1975, 1981, 1990, 1992, 1999, 2005, 2006, 2008, 2009, 2012, 2013, 2015, 2020, 2025 |
| Panathinaikos    | 20      | 11           | 1940, 1948, 1955, 1967, 1969, 1977, 1982, 1984, 1986, 1988, 1989, 1991, 1993, 1994, 1995, 2004, 2010, 2014, 2022, 2024                                                       |
| AEK Athens       | 16      | 8            | 1932, 1939, 1949, 1950, 1956, 1964, 1966, 1978, 1983, 1996, 1997, 2000, 2002, 2011, 2016, 2023                                                                               |
| PAOK             | 8       | 15           | 1972, 1974, 2001, 2003, 2017, 2018, 2019, 2021 |
| Panionios        | 2       | 4            | 1979, 1998 |
| Larissa          | 2       | 2            | 1985, 2007 |
| Aris             | 1       | 9            | 1970 |
| Iraklis          | 1       | 4            | 1976 |
| OFI              | 1       | 2            | 1987 |
| Ethnikos Piraeus | 1       | 0            | 1933 |
| Kastoria         | 1       | 0            | 1980 |
| Doxa Dramas      | 0       | 3            | |
| Atromitos        | 0       | 2            | |
| Pierikos FC      | 0       | 1            | |
| Athinaikos       | 0       | 1            | |
| Apollon Smyrni   | 0       | 1            | |
| Ionikos          | 0       | 1            | |
| Asteras Tripolis | 0       | 1            | |
| Skoda Xanthi     | 0       | 1            | |